# La pubblica ottusità
La pubblica ottusità (с итал. — «Всеобщая тупость») — тридцатый студийный альбом итальянского певца и актёра Адриано Челентано, выпущенный на LP в 1987 году лейблом Clan Celentano.

## Об альбоме
Изначально альбом выпускался на LP, но в 1995 году он был переиздан на компакт-диске.
Диск включает в себя семь ранее не опубликованных треков, а также песню «La luce del sole» из фильма «Джоан Луй», где Челентано выступил как режиссёр, композитор и исполнитель главной роли.
Альбом не обрёл популярности — ни один из треков не стал хитом. Успехом пользовались лишь синглы «È ancora sabato» (рус. Ещё суббота) и «Fresco» (рус. Свежесть). Песни альбома написаны в таких жанрах, как поп, рок и итальянский шансон.
В песне «L’ultimo gigante» (с итал. — «Последний гигант») использован фрагмент композиции «Rock Around the Clock».
Обложкой к альбому послужило фото Адриано, где он изображён без зрачков глаз на сером фоне. Внизу обложки изображён автограф исполнителя.

## Список композиций
| №  | Название                                  | Автор(ы)                                              | Длительность |
| -- | ----------------------------------------- | ----------------------------------------------------- | ------------ |
| 1. | «La pubblica ottusità» (Всеобщая тупость) | Адриано Челентано, Роберто Соффичи                    | 5:43         |
| 2. | «Dolce rompi» (Милая зануда)              | Джанкарло Бигацци, Джузеппе Альбини, Оскар Пруденте   | 3:57         |
| 3. | «È ancora sabato» (Ещё суббота)           | Джорджо Калабрезе, Пинуччо Пираццоли, Рональд Джексон | 4:23         |
| 4. | «Fresco» (Свежесть)                       | Джино Сантерколе, Мики Дель Прете                     | 3:16         |
| 5. | «L’ultimo gigante» (Последний гигант)     | С. Барбагалло, Адриано Челентано                      | 3:57         |
| 6. | «C'è qualcosa che non va» (Что-то не так) | Адриано Челентано                                     | 4:59         |
| 7. | «Mi attrai» (Меня к тебе тянет)           | Джанкарло Бигацци, Джузеппе Альбини                   | 3:31         |
| 8. | «La luce del sole» (Солнечный свет)       | Адриано Челентано, Пинуччо Пираццоли                  | 6:08         |

## Участники записи
| - Адриано Челентано — вокал. - Пинуччо Пираццоли (итал. Pinuccio Pirazzoli) — аранжировки. - Паоло Карта (итал. Paolo Carta) — гитара. - Пьер Мичелатти (итал. Pier Michelatti) — бас-гитара. - Паоло Стеффан (итал. Paolo Steffan) — бас-гитара. - Леле Мелотти (итал. Lele Melotti) — ударные. | - Джанни Мадонини (итал. Gianni Madonini) — клавишные. - Гаетано Леандро (итал. Gaetano Leandro) — фортепиано. - Маурицио Прети (итал. Maurizio Preti) — перкуссия. - Анжело Делиджио (итал. Angelo Deligio) — фотограф. - Мики Дель Прете (итал. Miki Del Prete) — продюсер. - Нино Лорио (итал. Nino Iorio) — запись, сведение. |